# Tom Pukstys

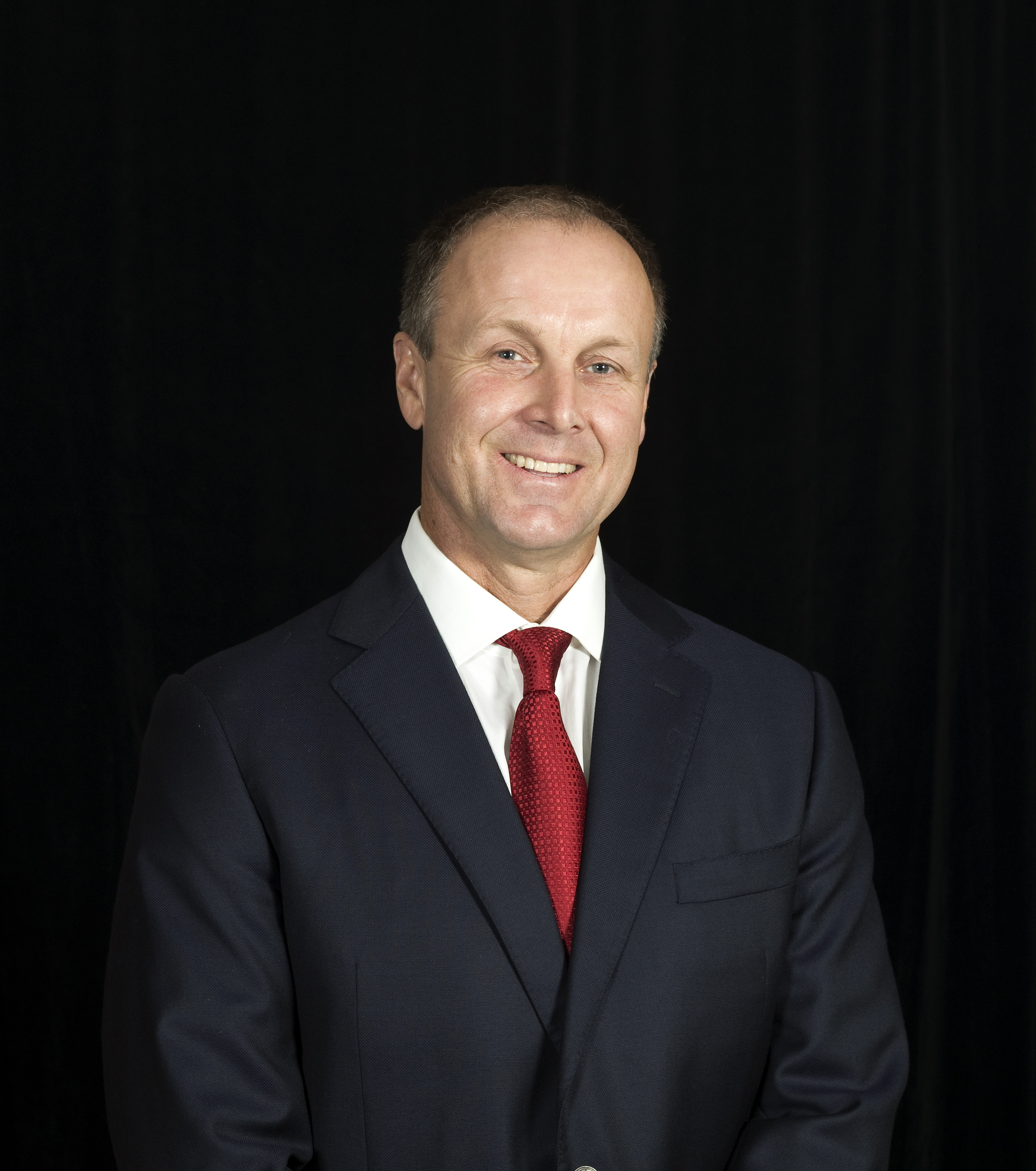
Tom Pukstys

Tom Pukstys (eigentlich Thomas P. Pukstys; * 28. Mai 1968 in Glen Ellyn) ist ein ehemaliger US-amerikanischer Speerwerfer.
Nachdem er bei den Weltmeisterschaften 1991 in Tokio noch in der Qualifikation ausgeschieden war, wurde er bei den Olympischen Spielen 1992 in Barcelona Zehnter und bei den Weltmeisterschaften 1993 in Stuttgart Neunter. Einem Qualifikationsaus bei den Weltmeisterschaften 1995 in Göteborg folgte ein Jahr später bei den Olympischen Spielen in Atlanta ein achter Platz. Bei den Weltmeisterschaften 1997 in Athen und den Weltmeisterschaften 2001 in Edmonton scheiterte er wiederum in der Qualifikation.
Für die Olympischen Spiele 2000 in Sydney erfüllte er zwar die A-Norm, musste aber dennoch zu Hause bleiben, weil er im US-Ausscheidungskampf Breaux Greer unterlegen war, der diese Norm nicht erreicht hatte. Nachdem er vier Jahre später als Vierter der US-Ausscheidungskämpfe erneut die Teilnahme an den Olympischen Spielen in Athen knapp verpasst hatte, zog er sich aus dem Wettkampfsport zurück.
Insgesamt wurde er sechsmal US-amerikanischer Meister. Seine Bestweite von 87,12 m erzielte er am 25. Mai 1997 in Jena.
Tom Pukstys ist 1,88 Meter groß und wiegt 98 kg. Er absolvierte ein Studium an der University of Florida im Fach Public Relations.